# 長応寺 (品川区)
長応寺（ちょうおうじ）は、東京都品川区にある法華宗陣門流の寺院。

## 概要
1479年（文明11年）、三河国の豪族鵜殿氏の開基である。元々は鵜殿氏の拠点だった西郡（現・愛知県蒲郡市）に位置していたが、戦災で廃寺になってしまった。
1590年（天正18年）、徳川家康の江戸入府の際に、鵜殿氏出身で家康の側室の西郡局によって日比谷の地に再興された。その後、江戸市中を転々とし、最終的に芝に落ち着いた。
幕末期に、オランダ公館に指定されたことで、宗教活動が停止状態に陥り、明治以降も廃仏毀釈や士族の没落もあり、すっかり寺運衰微してしまった。そこで寺勢挽回を図るべく、所属宗派の法華宗（法華宗陣門流の旧称）が経営していた「法華宗農場」の寺院として北海道天塩郡幌延村に移転した。現在も長応寺として、道北としては異例の由緒ある歴史を持つ寺院となっている。
1863年にオランダ公使館が横浜に退去したが、明治維新後、ここに戻ってこなかったため、施設は外国人のための「チョウオウジ（Chooji）」ホテルとレストランとして営業した。特に築地ホテル館が焼失した後は、外国人に重宝された。
一方、東京府荏原郡平塚村の現在地にも、1907年（明治40年）に「長応寺」の名称を持つ寺が建てられた。これが当該記事で取り上げる「長応寺」である。結果として「長応寺」の名称を持つ法華宗陣門流寺院が東京と北海道の二つ存在することになった。
その後、関東大震災、隣接工場からの延焼、空襲など度々被害に遭っている。墓地には、江戸で寺院を再興した西郡局の分骨を葬った墓がある。

## 交通アクセス
- 不動前駅より徒歩8分。